# Claudio Alabor
Claudio Alabor (* 20. Januar 1985) ist ein ehemaliger liechtensteinischer Fussballspieler.

## Karriere

### Verein
Alabor begann beim FC Vaduz mit dem Fussballspielen und setzte es in der Jugendmannschaft des FC Ruggell fort. Im Jahr 2002 rückte er in die Erste Mannschaft auf, für die er zwei Jahre lang spielte. Anschliessend war er drei Jahre lang beim USV Eschen-Mauren aktiv, mit dem er am 5. Mai 2005 den Final um den nationalen Vereinspokal erreichte. Gegen den Pokal-Seriensieger FC Vaduz war er mit seiner Mannschaft mit 1:4 unterlegen. Nach Ruggell zurückgekehrt, gehörte er dem FC Ruggell von 2008 bis 2016 an, der jeweils vier Jahre lang in der sechstklassigen 2. Liga und der siebtklassigen 3. Liga der Schweiz vertreten war.

### Nationalmannschaft
Alabor bestritt drei Länderspiele für die A-Nationalmannschaft – alle in der WM-Qualifikationsgruppe 3 für die Weltmeisterschaft 2006 in Deutschland. Sein Debüt als Nationalspieler gab er am 8. September 2004 im Štadión Tehelné pole in Bratislava bei der 0:7-Niederlage gegen die Nationalmannschaft der Slowakei mit Einwechslung für Martin Büchel in der 76. Minute. Mit der 0:2-Niederlage am 4. Juni 2005 in der A. Le Coq Arena in Tallinn gegen die Nationalmannschaft Estlands und der torlosen Begegnung mit der Nationalmannschaft der Slowakei am 17. August 2005 im heimischen Rheinpark Stadion, bestritt er seinen letzten beiden Länderspiele für den LFV.

## Erfolge
- Finalist Liechtensteiner Cup 2005